# 李萬煕
李 萬熙（イ・マンヒ、朝鮮語: 이만희、1931年9月5日 - ）は、大韓民国の宗教指導者。韓国のキリスト教宗教団体である「新天地イエス教証しの幕屋聖殿」の総会長である。そして国連グローバルコミュニケーション局(DGC)と国連経済社会理事会(ECOSOC)に特別協議地位団体として登録された非政府国際平和NGO団体「(社)天の文化世界平和光復(Heavenly culture World Peace restoration of Light,略語:hwpl)」の代表でもある。

## 来歴
慶尚北道清道郡の出身。本貫は全州李氏（孝寧大君派）。教団設立以前は朴泰善が創設した「韓国天父教伝道館復興協会」や幕屋聖殿に参加していた。

## コロナウイルスの流行
新天地イエス教証しの幕屋聖殿ページを参考。

## 脚註
1. ↑  新天地イエス教証しの幕屋聖殿ホームページ参考
2. ↑  Heavenly Culture World Peace Restoration of Lightホームページ参考
3. ↑  헉스 (2020年3月12日). “'효령대군 후손' 신천지 이만희, 16년 前 생일 동영상 보니.. 소름” (朝鮮語). hugs.fnnews.com. 2024年2月10日閲覧。
4. ↑  “[집중취재] 신천지 이만희 교주 '족보에도 없는' 왕손? 행세” (朝鮮語). 노컷뉴스 (2017年1月11日). 2024年2月10日閲覧。
5. ↑  Kim, David W.; Bang, Won-il (2019). “Guwonpa, WMSCOG, and Shincheonji: Three Dynamic Grassroots Groups in Contemporary Korean Christian NRM History”. Religions 10:  1-18 2020年1月12日閲覧。.